# Heimevernet
Heimevernet (HV) er en gren i det norske Forsvaret som fungerer som en hurtigmobiliseringsstyrke. Heimevernet blev oprettet 6. december 1946 efter erfaringer fra anden verdenskrig. Styrken blev oprettet efter model fra Hjemmefronten, med et stort antal soldater spredt over hele landet, som opbevarer deres udrustning hjemme. Frem til 2000'erne havde de også våben og ammunition hjemme.
Soldatmassen i Heimevernet består af soldater som har aftjent et 3–6 måneders grundkursus, eller fuld førstegangstjeneste før de blev overført til Heimevernet. I tillæg er det muligt at søge sig til Heimevernet som frivillig. HV består i dag af ca. 45.000 soldater fordelt på tre styrker. Disse styrker er indsats-, forstærknings- og opfølgningsstyrker. Tidligere var styrken ca. 83.000 soldater, men i følge med omorganisering af Heimevernet er dette reduceret.
Heimevernet har nær kontakt med det civile samfund. I tillæg til at mandskaberne og de fleste officerer er civilister til daglig, så er det også en formel kontakt med det civile samfund via at hvert distrikt har et råd hvor også civile organisationer er repræsenteret. Dette samarbejde findes også på landsbasis. Et andet organ er heimevernsnemndene, hvor lokale politikere sammen med politirepræsentanter er med til at afgøre, hvem som er egnet til tjeneste i Heimevernet.

## Chefer
- Eirik Kristoffersen (2018-)[1]